# Alex da Kid
Александр Грант (англ. Alexander Grant), более известный как Алекс Да Кид (англ. Alex da Kid)  (родился 27 августа 1983 года) —  британско-американский хип-хоп-продюсер, обладатель Премии Грэмми. Он продюсировал для таких артистов и групп, как Ники Минаж, Хэйли Уильямс, Эминем, Рианна, Пафф Дэдди, Доктор Дре, B.o.B, Скайлар Грей, Lupe Fiasco и Imagine Dragons.

## Продюсерская дискография

### 2008

#### Kardinal Offishall-Not 4 Sale
- "Going In"

#### Мишель Уильямс-Unexpected
- "Hello Heartbreak"

### 2009

#### Алиша Диксон-The Alesha Show (Encore edition)
- "All Out of Tune"

### 2010

#### Ники Минаж-Massive Attack - single
- "Massive Attack" (feat. Sean Garrett; produced with Sean Garrett)[1][4][5]

#### B.o.B-B.o.B Presents: The Adventures of Bobby Ray
- "Airplanes" (feat. Hayley Williams of Paramore; produced with DJ Frank E)[6]
- "Airplanes, Part II" (feat. Eminem and Hayley Williams of Paramore; produced with Eminem and Luis Resto)[6]

#### Эминем-Recovery
- "Love the Way You Lie" (feat. Rihanna)[3]

#### Рианна-Loud
- "Love the Way You Lie (Part II)" (feat. Eminem)

#### T.I.-No Mercy
- "Castle Walls" (feat. Christina Aguilera)[7]

#### Diddy - Dirty Money-Last Train to Paris
- "Coming Home" (featuring Skylar Grey)

### 2011

#### Dr. Dre-Detox
- "I Need a Doctor" (feat. Eminem & Skylar Grey) [8][9]

#### Лупе Фиаско-Lasers
- "Words I Never Said" (feat. Skylar Grey) [10]